# José Valencia
José Luis Valencia Murillo (Quininde, 19 maart 1982) is een Ecuadoraanse voormalig profvoetballer die als verdediger speelde. Hij kwam onder meer uit voor Jong Ajax, N.E.C., Willem II, FC Eindhoven en LDU Quito.

## Clubcarrière
Valencia speelde voor Delfín en Deportivo Maldonado in Uruguay voor hij in maart 2001 naar Nederland kwam.
Hij speelde in de van Ajax en kwam uit voor Jong Ajax, waarmee het ver schopte in de KNVB beker. Tot een doorbraak in het A-elftal van Ajax kwam het echter nooit.
In de zomer van 2004 tekende de Ecuadoraan een contract bij N.E.C. in Nijmegen. In zijn eerste seizoen was hij onder trainer Johan Neeskens een vaste waarde, maar het jaar daarop kwam hij slechts twee keer in actie. Hij liet zijn contract ontbinden en zou in Ecuador een nieuwe club zoeken. Echter toen Willem II in januari 2006 belangstelling toonde, tekende hij een contract voor tweeënhalf jaar bij de Tilburgers.
In zijn eerste halfjaar had hij een basisplaats en kwam dat seizoen nog tot vijftien competitiewedstrijden voor Willem II. Hij scoorde daarin één keer. Zijn eerste hele seizoen als Willem II'er begon Valencia als basisspeler, maar raakte hij ernstig geblesseerd. Het kostte hem tot in de voorbereiding voor het seizoen 2007-2008 om weer fit te raken. Hij speelde enkele oefenduels mee, maar het noodlot sloeg opnieuw toe: weer een ernstige blessure. Het kostte Valencia een half jaar om weer fit te raken en in december 2007 maakte hij zijn rentree in het beloftenelftal van Willem II. In die wedstrijd kreeg hij een rode kaart en werd hij voor drie wedstrijden geschorst. Tijdens zijn schorsing raakte hij opnieuw zwaar geblesseerd. Een domper voor de speler omdat zijn contract bij de Tricolores afliep. Echter, Willem II deed Valencia toch een aanbod voor een nieuw contract van een jaar waarin hij verhuurd werd aan FC Eindhoven.
In 2009 ging hij naar Wuppertaler SV Borussia dat uitkomt in de Duitse 3. Liga. In januari 2010 liet hij zijn contract ontbinden om vanwege familieproblemen naar Ecuador terug te keren. In februari 2010 tekende hij bij de Ecuadoraanse topclub LDU Quito. Na zijn eerste seizoen bij de club, kwam hij in het tweede team terecht en speelde nog maar zelden in het eerste. In mei 2013 maakte hij een kortstondige rentree bij CD Los Loros.

## Interlandcarrière
Valencia werd één keer werd opgeroepen voor Ecuador, maar speelde toen niet. Dat was toen Ecuador in Nederland tegen Oranje speelde in 2006.

## Erelijst
LDU Quito
- Campeonato Ecuatoriano

2010